# تپه D لله لو
تپه D لله لو مربوط به هزاره اول قبل از میلاد - سده‌های میانه دوران‌های تاریخی پس از اسلام است و در شهرستان ورزقان، بخش مرکزی، دهستان ازومدل جنوبی، ۳۰۰ متری شرق روستای لله لو واقع شده و این اثر در تاریخ ۲۷ بهمن ۱۳۸۷ با شمارهٔ ثبت ۲۴۷۷۷ به‌عنوان یکی از آثار ملی ایران به ثبت رسیده است.